# Dadiwankulturen
Dadiwankulturen (大地湾文化; Dàdìwān wénhuà) var en förhistorisk kinesisk neolitisk kultur. Dadiwankulturen är den äldsta bevisade neolitiska kulturen i nordvästra Kina, och var vid sin tid lössplatåns kulturcentrum. Den äldsta fasen av Dadiwankulturen är daterad ca 5900/5800 f.Kr. till 5200 f.Kr.
Den huvudsakliga fyndplatsen för Dadiwankulturen finns vid södra stranden av Qingshuifloden utanför byn Wuyingxiang 45 km öster om Qin'an centralort i Gansuprovinsen. Vid fyndplatsen har bland annat 240 husgrunder och 71 mausoleer grävts ut.
Utgrävningarna av Dadiwankulturen har gett bevis för flera mycket viktiga förhistoriska händelser:
- Bevis för att hirs torrodlades ca 5000 f.kr.
- Fynd av Kinas äldsta keramik från ca 6000 f.Kr.
- Fynd av de äldsta exemplen på kinesiska tecken (med likheter med de 1 000 år yngre fynden från Banpo)
- De äldsta fynden av kinesiska palats.
- Fynd av ett av världens äldsta betonggolv.
- Fynd av en av världens äldsta målningar.[4]

Dadiwankulturen täcker totalt upp tidsspannet från ca 5800 f.Kr. till ca 2800 f.Kr. och kan delas in i fem tidsepoker. Den äldsta epoken kallas även Laoguantaikulturen och ligger tidsmässigt före Yangshaokulturen. Därefter följer tre faser (tidig/mitt/sen) som ligger samtida med Yangshaokulturen. Den femte fasen är yngre än Yangshaokulturen och kallas även Changshankulturen.
Jordbruket under Dadiwankulturen kan delas in i två distinkta faser:
- Fas I, Pre Yangshao / Mid neolitikum, ca 5900 f.Kr. till 5200 f.Kr.
- Fas II, Yangshao / Sen neolitikum, ca 4500 f.Kr. till 2900 f.Kr.